# یواس‌اس گالن (۱۸۶۲)
یواس‌اس گالن (۱۸۶۲) (به انگلیسی: USS Galena (1862)) یک کشتی بود که طول آن ۲۱۰ فوت (۶۴ متر) بود. این کشتی در سال ۱۸۶۲ ساخته شد.